# Canto spianato
El canto spianato (en italià) és un cant pla, exempt de floritures, coloratures i altres ornamentacions. Va directe a la nota que vol assolir. Aquest cant és típic del verisme. Gilbert-Louis Duprez fou un dels primers tenors romàntics a introduir-lo a França.